# Anhelivka, Dolîna
Anhelivka (în ucraineană Ангелівка) este un sat în comuna Lolîn din raionul Dolîna, regiunea Ivano-Frankivsk, Ucraina.

## Demografie
Componența lingvistică a localității Anhelivka
     Ucraineană (100%)
Conform recensământului din 2001, toată populația localității Anhelivka era vorbitoare de ucraineană (100%).